# Evgenij Klenø
Evgenij Klenø (27. november 1921 i Rusland – 2005) var dansk-russisk grafiker og kunstmaler. Hans far blev i Danmark farmaceut, hans mor var guvernante i Zarskoje Selo-grevskabet. På dåbsattesten skrev en russisk præst ved Alexander Nevski kirken – Jeugenij Klenø.
Den sidste Boheme – således betegnet i Jytte Dreyers interview med Klenø på Danmarks Radios TV i 1991. Startede sin uddannelse på Bizzie Høyers malerskole i København. Under besættelsen var han i Sverige og modtog undervisning hos den store svenske maler Isaac Grünewald. Efter befrielsen blev han optaget på Kunstakademiet. 
Debuterede på Kunstnernes Efterårsudstilling i 1947. Udstillinger på Charlottenborg og Den Frie, Skive Kunstmuseum, mv. Efter krigen bosiddende i en periode i det danske kunstnerhus i Paris, sammen med Richard Mortensen og Robert Jacobsen, og var en del af kredsen omkring Galerie Denise René.
Evgenij Klenø var en udpræget koloristisk maler med en stor sans for farver. Hans foretrukne motiver var opstillinger, landskaber og modelbilleder og gerne nøgenbilleder, fint sanset og stofligt malet. Store forbilleder var Edvard Weie og Karl Isakson. Klenø var bosiddende næsten 20 år i sydfrankrig. En god fortællende og beskrivende bog " Maleren Klenø " er udgivet af hans søn Ivanoff Klenø i 1998.